# Fail Alsynov
Fail Fattakhovich Alsynov (en baskir: Фаил Фәттәх улы Алсынов, romanizado: Fail Fättäx wlı Alsınov; en ruso: Фаиль Фаттахович Алсынов; nacido el 7 de diciembre de 1986) es un nacionalista bashkir y activista político local conocido por su defensa de la protección de la naturaleza, la identidad étnica y la conservación de la lengua en Baskortostán.
En enero de 2024, su condena a cuatro años de prisión desencadenó protestas generalizadas en la ciudad de Baymak, en las que participaron varios miles de personas.

## Primeros años y carrera
Nacido el 7 de diciembre de 1986 en el pueblo de Yuldybaevo, Alsynov estudió Historia en la Universidad Estatal de Bashkir.
Desde que comenzó su activismo en 2008, Alsynov se convirtió rápidamente en una figura clave en las manifestaciones de protección de la naturaleza en Bashkortostán. Además de su importante papel en la defensa del medio ambiente, también es conocido como uno de los principales defensores de la salvaguardia de la lengua baskir y la conservación del patrimonio cultural del pueblo baskir.
Alsynov adquirió notoriedad debido a su campaña de 2020 contra la extracción de piedra caliza en Kushtau, un lugar sagrado para los bashkires. Este activismo aumentó considerablemente su reconocimiento, sobre todo en los círculos bashkir. A medida que se oponía a las actividades mineras, su influencia crecía y captaba la atención de un público más amplio.

### Oposición a la invasión rusa de Ucrania
En respuesta a la invasión rusa de Ucrania en 2022, Alsynov expresó fuertes críticas contra la movilización en Rusia, haciendo hincapié en los posibles perjuicios para el pueblo bashkir. Concretamente, en diciembre de 2022, Alsynov se dirigió a la red social rusa VKontakte, calificando la movilización militar "parcial" del Kremlin de "genocidio de los pueblos bashkir". Este post le supuso a Alsynov una multa de 113 dólares por violar las leyes rusas de censura en tiempos de guerra.
El punto de vista de Alsynov coincidía con la preocupación de que Rusia pudiera estar desplegando un número desproporcionado de hombres de grupos étnicos autóctonos, incluidos los bashkires, para luchar en la guerra contra Ucrania.

## Procesamiento penal
En abril de 2023, Alsynov participó activamente en las protestas contra la minería ilegal en el distrito de Baymaksky, pronunciando un discurso que más tarde se convertiría en la base de la causa penal contra él.
En una queja presentada personalmente por Radiy Khabirov, jefe de Bashkortostán, las autoridades alegaron que, durante la protesta, Alsynov hizo comentarios despectivos sobre los trabajadores migrantes del Cáucaso y Asia Central, acusándole de "violar" su "dignidad humana" al referirse a ellos como "gente negra". Alsynov rechazó vehementemente las acusaciones, afirmando que su discurso había sido mal traducido de la lengua baskir por un experto lingüístico afiliado al gobierno. Según Alsynov, la mala interpretación lingüística distorsionó significativamente el significado de sus declaraciones. Una evaluación lingüística independiente publicada por sus partidarios confirmó que el modismo "kara halyk" utilizado por Alsynov se emplea en bashkir y otras lenguas túrquicas para referirse a "grupos de personas que realizan trabajos duros y no cualificados".
Además, Alsynov declaró que no sugería que los no bashkires no tuvieran derecho a vivir o trabajar en la república. Por el contrario, recalcó que se refería a que los bashkires debían proteger su tierra natal, ya que constituía su único lugar de residencia. Esta aclaración pretendía contextualizar sus declaraciones y rebatir la interpretación presentada por las autoridades, constituyendo una parte crucial de su defensa.

### Arresto y protestas
El 17 de enero de 2024, Alsynov fue condenado a cuatro años de prisión, lo que desencadenó protestas ante el edificio del tribunal de la ciudad de Baymak, donde se celebró el juicio. Con unos 3.000 participantes manifestándose contra la condena de Alsynov, estas protestas supusieron una de las mayores concentraciones públicas en Rusia desde el inicio de su invasión de Ucrania.
La policía desplegó gas lacrimógenos para dispersar a los manifestantes, hiriendo a 40. Además, seis personas fueron encarceladas.